# Riksförbundet för stomi- och reservoaropererade
ILCO – Tarm- uro- och stomiförbundet är en partipolitiskt och religiöst obunden ideell organisation vars ändamål är att tillvarata intressen och rättigheter för personer med olika funktionsförändringar i tarmkanalen och urinvägar. Föreningen grundades 1965 för att förbättra situationen för stomiopererade och har sedan dess utvecklats till att inkludera alla personer med funktionsförändringar och/eller kronisk sjukdom i tarmkanal och/eller urinvägar. Förkortningen kommer av två första bokstäverna på de latinska orden Ileum och Colon.
ILCO är en intresseorganisation vars målgrupp är alla med en sjukdom eller missbildning i urinvägar och/eller tarmsystem samt även anhöriga till drabbade såväl som övriga intresserade. ILCO har idag ca 4000 medlemmar. ILCO består av 21 länsföreningar. Varje länsförening är bildad av dess medlemmar och har egen styrelse och ekonomi. På förbundsnivå bedrivs barn- och familjeverksamhet, ungdomsverksamhet samt anordnas rehabiliteringsdagar. Inom barn- och familjeverksamheten anordnas barn- och ungdomsläger samt familjedagar. ILCO:s Unga vuxna är förbundets ungdomsverksamhet för personer mellan 18 och 35 år. Förbundet ger ut medlemstidningen ILCO-magasinet med fyra nummer per år.
Riksförbundet är medlem i Funktionsrätt Sverige.
Förbundsordförande heter för närvarande (2022) Charlotte Bygdemo Toytziaridis.